# Europejska Organizacja Patentowa
     państwa będące członkami EOP
     państwa spoza EOP uznające patent europejski

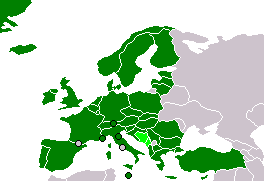
państwa będące członkami EOP
państwa spoza EOP uznające patent europejski

Europejska Organizacja Patentowa, EOP, EPO (od ang. European Patent Organization), EPOrg (dla odróżnienia od European Patent Office) – ustanowiona na mocy Konwencji o udzielaniu patentów europejskich, organizacja udzielająca patentów europejskich i zrzeszająca państwa uznające na swoim terytorium płynącą z nich ochronę wynalazków. Polska przystąpiła do Europejskiej Organizacji Patentowej 1 marca 2004 roku. Od 1 października 2010 roku, po akcesji Serbii, Europejska Organizacja Patentowa skupia 38 państw członkowskich. Jej siedzibą jest Monachium.

## Państwa członkowskie
Do organizacji należy 38 państw członkowskich:
1. Albania
2. Austria
3. Belgia
4. Bułgaria
5. Chorwacja
6. Cypr
7. Czechy
8. Dania
9. Estonia
10. Finlandia
11. Francja
12. Niemcy
13. Grecja
14. Węgry
15. Islandia
16. Irlandia
17. Włochy
18. Łotwa
19. Liechtenstein
20. Litwa
21. Luksemburg
22. Macedonia Północna
23. Malta
24. Monako
25. Hiszpania
26. Holandia
27. Norwegia
28. Polska
29. Portugalia
30. Rumunia
31. San Marino
32. Serbia
33. Słowacja
34. Słowenia
35. Szwecja
36. Szwajcaria
37. Turcja
38. Wielka Brytania

## Państwa uznające patent europejski na swoim terytorium
Dwa państwa nienależące do organizacji zobowiązały się uznawać na swoim terytorium ochronę wynalazków wynikającą z udzielenia patentu europejskiego (ang. extension states). Są to:
1. Bośnia i Hercegowina
2. Czarnogóra